# 岩高要子
岩高 要子（いわたか ようこ、1961年 - ）は、セレクトショップ経営者。また、有限会社マトッティ専務取締役である。

## 来歴
1961年（昭和36年）、山口県に生まれる。
大東文化大学文学部日本文学科卒業後、鈴屋に入社。神戸三宮店ニットバイヤーおよび関西地区リーダーバイヤーを務めた後、1988年（昭和63年）独立して有限会社マトッティを設立。2002年宝塚造形芸術大学大学院で芸術学修士を取得。翌年、修士論文を基にしたバイヤーの教育本「セレクトショップバイヤーへの道」を発行した。 
独自の審美眼に基づくバイイングとスタイリングは「岩高マジック」といわれ、多くのファッション専門学校や大学の特別講義、各地セミナー講義に登壇する。 

## 年譜
- 1988年（昭和63年）- 独立、同年（有）マトッティ設立、「Cest Vrai」の販売代行をスタート[1]。
- 1992年（平成4年）- 品揃え専門店「MATTOTTI」に転換、神戸エレガンスの再構築に取り組み始める[1]。
- 2000年（平成12年）- ドレスのセレクトショップ「MATTOTTI　SERATA」オープン[1]。
- 2002年（平成14年）- 修士号（芸術学）を取得[1]。
- 2004年（平成16年）-  メンズのセレクトショップ「SHELTERⅡ」オープン[1]。
- 2006年（平成18年）- アンティーク雑貨のショップ「MATTOTTI　MUSE」オープン[1]。

## 著書
- 『セレクトショップバイヤーへの道』ファッション教育社、2003年
- 『セレクトショップバイヤーになれるQ&A』織研新聞社、2007年